# Guilherme Embriaco
Guilherme Embriaco (Guglielmo Embriaco em italiano), cognominado Cabeça de Macete (nascido em Génova, a c.1040) foi um mercador e condotiero da República de Génova que teve um papel de destaque no estabelecimento dos estados cruzados no Levante.
Provavelmente nascido no final da década de 1030, notabilizou-se quando, acompanhado do seu irmão Primo di Castello em uma expedição privada, aportou em Jafa em Junho de 1099 com uma esquadra de galés: duas, segundo os Annales do cronista genovês Caffaro di Rustico da Caschifellone, seis ou nove segundo Raimundo de Aguilers.

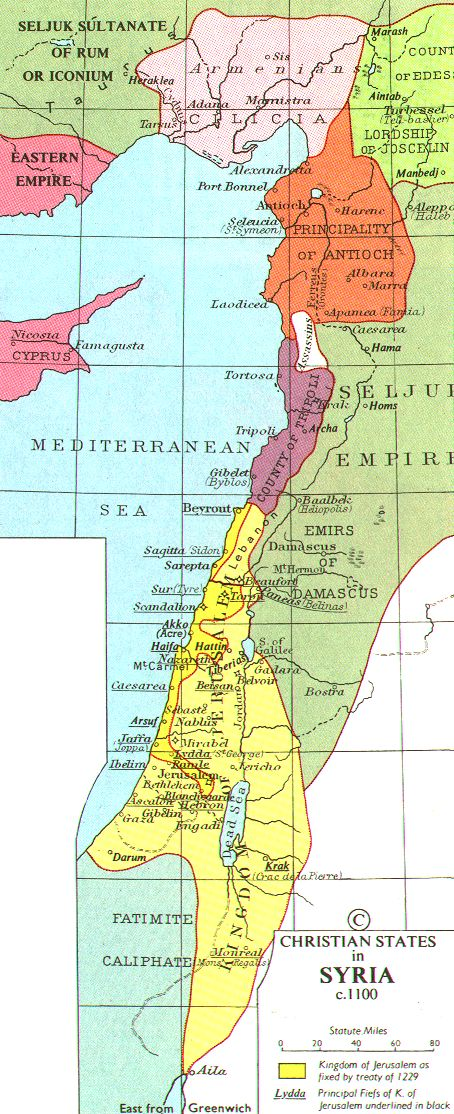
Mapa dos estados cruzados no Levante a cerca do ano de 1100

Inicialmente os condotieros marcharam para sul em direcção a Ascalão, mas um exército fatímida forçou-os a afastarem-se do mar e encontrarem a Primeira Cruzada no Cerco de Jerusalém. Para além de ajudarem a  reabastecer o campo cruzado, os genoveses desmantelaram os seus navios de forma a usar a madeira para construir torres de cerco, decisivas para a conquista da cidade a 15 de Julho. Foi durante esta acção que Guilherme foi cognominado Caputmallei ou Testadimaglio (Cabeça de Macete em português).
Embriaco auxiliou os cruzados na conquista de Jafa e depois, com 200-300 homens, na batalha de Ascalão a 12 de Agosto, onde comandou um contingente naval junto à costa do Mediterrâneo. Ao voltar a Génova a 24 de Dezembro, com cartas do Protector do Santo Sepulcro Godofredo de Bulhão e do patriarca latino de Jerusalém Dagoberto of Pisa, foi o portador das notícias do sucesso da cruzada e de um urgente pedido de reforços para o reino recém-criado.
A Compagna atribuiu-lhe então o título de consul exercitus Ianuensium (cônsul do exército genovês) e voltou a enviá-lo com uma frota de 26 ou 27 galés, 4 a 6 cargueiros e 3 000-4 000 homens. Embarcou a 1 de Agosto de 1100, transportando o novo legado papal, o cardeal-bispo de Óstia.
Ao chegar à Terra Santa, Embriaco encontrou-se com o agora rei Balduíno I de Jerusalém em Laodiceia, planeando juntos uma campanha militar para a próxima Primavera. Depois de passar o Inverno nessa cidade, enfrentando corsários sarracenos em diversas escaramuças, em Março de 1101 dirigiu-se até Jafa, esquivando-se de uma numerosa frota egípcia perto de Haifa.
Aportado em Jafa na segunda-feira de Páscoa, acompanhou Balduíno até Jerusalém para celebrar a festa cristã e visitar o rio Jordão. Com a promessa de um terço do saque da campanha para os seus condotieros partiu para Arçufe, que seria conquistada após três dias, a 9 de Maio. Cesareia Marítima resistiu até 17 de Maio, e depois cerca de 1000 mercadores árabes refugiados na mesquita pagaram um resgate aos genoveses para a sua libertação e segurança. 
Embriaco voltou a embarcar em Julho depois de acordar um tratado com Tancredo da Galileia. Encontrou uma frota bizantina nas ilhas Jónicas e aportou em Corfu para enviar embaixadores a Constantinopla. Chegou em triunfo à sua cidade natal em Outubro e em Fevereiro de 1102 seria eleito cônsul, ocasião que marca o último registro da sua pessoa.